# 亨利维尔 (犹他州)
亨利维尔（英文：Henrieville），是美国犹他州加菲尔德县下属的一座城市。建市于 1878年，面积大约为1.56平方英里（4平方公里），海拔约为5,997英尺（1,828米）。根据2010年美国人口普查，该市有人口230人。